# Glicosaminoglicanopolisolfato
Il glicosaminoglicanopolisolfato (anche denominato GAGPS) è un principio attivo con effetto anticoagulante e antinfiammatorio, presente in alcuni medicinali in forma di pomata o gel.

## Usi clinici
Il farmaco viene utilizzato per applicazione cutanea nella profilassi e trattamento delle tromboflebiti superficiali e degli ematomi o stravasi ematici della cute, sia di origine traumatica che post chirurgica. Esistono inoltre esperienze del suo utilizzo in traumi di origine sportiva.

L'efficacia del gel a base di glicosaminoglicanopolisolfato nell'alleviare segni e sintomi sembra essere sostanzialmente paragonabile a quella di una crema di eparansolfato all'1%.

Secondo alcuni studi sperimentali la velocità di riassorbimento degli ematomi sarebbe raddoppiata dalla applicazione della pomata di glicosaminoglicanopolisolfato, e tale differenza, oltre che clinicamente rilevante, sarebbe anche statisticamente significativa.

## Controindicazioni
Il glicosaminoglicanopolisolfato è controindicato nei soggetti che abbiano già evidenziato ipersensibilità nei confronti della molecola, e più in generale in tutti i soggetti ipersensibili agli eparinoidi.

## Effetti collaterali
L'applicazione per tempi prolungati della molecola può determinare fenomeni di sensibilizzazione che richiedono l'immediata sospensione del trattamento. In letteratura esistono segnalazioni di dermatiti da contatto ed eczemi causate dal glicosaminoglicanopolisolfato.

## Dosi terapeutiche
Nei processi infiammatori poco estesi viene in genere consigliata l'applicazione 1-2 volte al dì di un filo di pomata lungo circa 5 cm. In alternativa è possibile coprire con una compressa di garza adeguatamente spalmata della pomata di glicosaminoglicanopolisolfato. Il trattamento dovrebbe essere praticato per un periodo di circa 4-5 giorni. Dopo questo periodo iniziale di trattamento la dose può tranquillamente essere dimezzata fino alla completa risoluzione della sintomatologia.

## Avvertenze
La formulazione in gel del farmaco contiene tra gli eccipienti una sostanza alcolica. Per tale motivo è bene evitarne la applicazione direttamente su ferite aperte o mucose.